# Jamnice
Jamnice [pronunciación en polaco: /jamˈnit͡sɛ/] es un pueblo ubicado en el distrito administrativo de Gmina Brzeziny, dentro del Distrito de Kalisz, Voivodato de Gran Polonia, en el oeste de Polonia central. Se encuentra aproximadamente a 5 kilómetros al este de Brzeziny, a 26 kilómetros al sureste de Kalisz, y a 132 kilómetros al sureste de la capital regional Poznań.